# Indeks materiałowy
Indeks materiałowy - usystematyzowane według jednolitej metody zbiory nomenklatur wyrobów i materiałów (na podstawie ściśle określonych cech podmiotowo-przedmiotowych) i przyporządkowane im jednoznaczne nazwy i symbole cyfrowe oraz dodatkowe cechy i określenia (np. numer rysunku, jednostki miary itp.).